# 2,4-ジニトロアニソール
2,4-ジニトロアニソール（英語: 2,4-dinitroanisole, DNAN）は、低感度の有機化合物である。アニソール（メトキシベンゼン）に、2つのニトロ基（-NO2）が結合している。
他の爆発性化学物質と一定の割合で混合しない限り、それ自身は爆発しない。TNTと比較すると爆発力は90％しかなく、密度が低く融点が高い。

## 性質
2,4-ジニトロアニソールは単斜晶系で結晶化する。単位格子の大きさと角度は、a=8.772 Å b=12.645 Å c=15.429 Å 81.89°、体積はV=1694Å3、各単位格子に8個の分子があり、4つの位置は対称である。2つの非対称な位置は、分子が異なる方向に曲がっている。メチル基はベンゼン環の平面から5°または13°回転している。オルト-ニトロ基は3°または35°回転している。パラ-ニトロ基は、環平面と平行に近い。
固体の2,4-ジニトロアニソールの比熱は、Cp (Jmol−1K−1) = 0.3153 + 0.00265T (TはK)で与えられる。298.15 Kでは、219.02 Jmol−1K−1である。融解エンタルピーは20.2 kJmol−1、凝固熱は19.7 kJmol−1である。液体を22.8℃に過冷却することができるので、大きく異なることがある。初期分解温度は295℃、爆発温度は312℃である。爆発時の断熱温度上昇は4923℃、発火温度は347℃である。

## 反応
2,4-ジニトロアニソールは、シアン化カリウム水溶液と熱を加えることなく反応し、イソプルプル酸反応によって赤色の生成物を形成する。この反応では、シアン化物がメタ位に加えられ、オルト位のニトロ基が-NHOHに還元される。
アルカリ性条件下では、2,4-ジニトロアニソールは求核剤でメトキシ位を攻撃され、マイゼンハイマー錯体を形成することができる。マイゼンハイマー錯体では、環が負電荷を帯び、メトキシ位に別の基が結合する。例えば、ナトリウムメトキシドは6,6-ジメトキシ-1,3-ジニトロ-1,3-シクロヘキサジエンアニオンを生成する。
水とアンモニアを加えて加圧下で加熱すると、2,4-ジニトロアニソールは2,4-ジニトロアニリンに変換される。
鉄と酢酸を用いると、2,4-ジニトロアニソールのニトロ基はアミンに還元され、2,4-ジアミノアニソールを形成する。

## 合成
2,4-ジニトロアニソールは、p-ニトロアニソールまたはo-ニトロアニソールのニトロ化で合成することができる。また、2,4-ジニトロクロロベンゼンをナトリウムメトキシドまたは水酸化ナトリウムとメタノールで処理して合成することもできる。
アルカリは数日かけてエーテル結合を加水分解し、2,4-ジニトロフェノールを生成する。

## 用途
2,4-ジニトロアニソールはTNTに代わる爆薬として使用される。IMX-101、IMX-104、PAX-48、PAX-21、PAX -41などの混合爆薬に使用される。これらはより安全に溶融・鋳造できる。また、染料成分や殺虫剤としても使用されている。

## 環境
土壌に混ぜられると、2,4-ジニトロアニソールはバクテリアによって2-ニトロソ-4-ニトロアニソール、2-ヒドロキシアミノ-4-ニトロアニソール、2-アミノ-4-ニトロアニソールという経路で変化する。これは数週間という時間スケールで行われる。人体では2,4-ジニトロフェノールに変換される。最近の報告では、ノカルジア属細菌が、よく確立された2,4-ジニトロフェノール経路を経て、2,4-ジニトロアニソールを唯一の炭素源として無機化できることが示された。